# Бушково (Вологодская область)
Бушково — деревня в Великоустюгском районе Вологодской области.
Входит в состав Красавинского сельского поселения, с точки зрения административно-территориального деления — в Красавинский сельсовет.
Расстояние по автодороге до районного центра Великого Устюга — 13 км, до центра муниципального образования Васильевского — 9 км. Ближайшие населённые пункты — Полутово, Кошово, Большое Есиплево.
По переписи 2002 года население — 17 человек.